# Еморі (Техас)
Еморі (англ. Emory) — місто (англ. city) в США, в окрузі Рейнс штату Техас. Населення — 1251 особа (2020).

## Географія
Еморі розташоване за координатами 32°52′37″ пн. ш. 95°45′59″ зх. д. / 32.87694° пн. ш. 95.76639° зх. д. (32.876983, -95.766251).  За даними Бюро перепису населення США в 2010 році місто мало площу 5,12 км², з яких 5,08 км² — суходіл та 0,04 км² — водойми.

## Демографія
Згідно з переписом 2010 року, у місті мешкало 1239 осіб у 484 домогосподарствах у складі 316 родин. Густота населення становила 242 особи/км².  Було 543 помешкання (106/км²).
Расовий склад населення:
| - 88,5 % — білих - 3,5 % — чорних або афроамериканців - 0,9 % — корінних американців - 0,8 % — азіатів - 4,1 % — осіб інших рас |

До двох чи більше рас належало 2,3 %. Частка іспаномовних становила 9,0 % від усіх жителів.
За віковим діапазоном населення розподілялося таким чином: 22,7 % — особи молодші 18 років, 57,7 % — особи у віці 18—64 років, 19,6 % — особи у віці 65 років та старші. Медіана віку мешканця становила 39,8 року. На 100 осіб жіночої статі у місті припадало 92,7 чоловіків;  на 100 жінок у віці від 18 років та старших — 82,8 чоловіків також старших 18 років.
Середній дохід на одне домашнє господарство  становив 39 540 доларів США (медіана — 25 625), а середній дохід на одну сім'ю — 54 773 долари (медіана — 46 563). За межею бідності перебувало 19,1 % осіб, у тому числі 31,8 % дітей у віці до 18 років та 3,3 % осіб у віці 65 років та старших.
Цивільне працевлаштоване населення становило 410 осіб. Основні галузі зайнятості: освіта, охорона здоров'я та соціальна допомога — 19,8 %, виробництво — 18,5 %, мистецтво, розваги та відпочинок — 10,7 %, роздрібна торгівля — 9,5 %.